# 航空兵団 (日本軍)
航空兵団（こうくうへいだん）は、大日本帝国陸軍の兵団の一つ。

## 沿革
1936年に入り世界的な航空軍事の進展に対応するため、本土方面の全陸軍航空部隊を統率する組織が企画された。同年5月23日、航空兵団司令部の編成が発令。8月1日、航空兵団司令部は東京府東京市麹町区隼町一丁目一三番地に設置され、同日より事務を開始した。
日中戦争開戦に伴い、1937年（昭和12年）7月15日、臨時航空兵団の編成が命ぜられ、南満州に派遣された。7月26日、支那駐屯軍隷下に編入され華北に派遣。同年8月31日、北支那方面軍が編成されると、その隷下に編入となり、9月11日、第4飛行団司令部と飛行第7大隊が増援され、諸作戦に参加。1938年（昭和13年）3月、臨時航空兵団の編成が改訂され、4月より航空兵団となる。
1939年（昭和14年）9月1日大陸命第344号により、航空兵団は北支那方面軍戦闘序列から関東軍に編入され満州に転用された。ノモンハン事件に参戦するなど、満州の防衛を担った。
1942年（昭和17年）6月、第2航空軍に改編され、引き続き満州に駐屯した。

## 軍概要

### 司令官
航空兵団長
- 徳川好敏 中将：1936年8月1日 - 1937年7月15日

臨時航空兵団長
- 徳川好敏 中将：1937年7月15日 - 1938年4月

航空兵団司令官
- 徳川好敏 中将：1938年4月 -
- 江橋英次郎 中将：1938年12月13日 -
- 安藤三郎 中将：1939年12月1日 -
- 鈴木率道 中将：1941年12月1日 - 1942年6月1日

### 参謀長
- 今沢捨次郎 大佐：1936年8月1日 -
- 岩下新太郎 少将：1937年8月11日 -
- 寺本熊市 少将：1938年6月10日 -
- 下山琢磨 少将：1939年8月1日 - 1942年2月2日

### 最終司令部構成
- 兵器部長：加藤邦男大佐
- 経理部長：石毛長蔵主計大佐
- 軍医部長：安倍伯彦軍医大佐

### 所属部隊
当初所属部隊
- 第1飛行団（各務原）：江橋英次郎少将
  - 飛行第1連隊（各務原）
  - 飛行第2連隊（各務原）
  - 飛行第3連隊（八日市）
  - 飛行第7連隊（浜松）
  - 飛行第13連隊
- 第2飛行団（会寧）：木下敏少将
  - 飛行第6連隊（平壌）
  - 飛行第9連隊（会寧）
- 第3飛行団（屏東）：値賀忠治少将
  - 飛行第8連隊（屏東）
  - 飛行第14連隊（嘉義）
- 飛行第4連隊
- 飛行第5連隊

最終所属部隊
- 第2飛行集団：寺本熊市中将
  - 第2飛行団：中村美明少将
    - 飛行第6戦隊
    - 飛行第9戦隊
    - 飛行第65戦隊
    - 第2航空地区司令部

  - 第8飛行団：田副登少将
    - 飛行第32戦隊
    - 飛行第33戦隊
    - 飛行第58戦隊
    - 第8航空地区司令部
    - 航空通信第2連隊

  - 第9飛行団：橋本秀信少将
    - 飛行第24戦隊
    - 飛行第45戦隊
    - 飛行第61戦隊
    - 第9航空地区司令部

  - 第13飛行団：今川一策大佐
    - 飛行第85戦隊
    - 飛行第87戦隊
    - 第13航空地区司令部
- 白城子陸軍飛行学校教導飛行団：原田宇一郎少将
  - 飛行第208戦隊
  - 白城子教導航空地区司令部
- 飛行第7戦隊
- 飛行第70戦隊
- 第6航空地区司令部
- 第10航空地区司令部
- 航空通信第5連隊
- 航空通信第6連隊
- 関東軍気象隊
- 第7野戦航空修理廠
- 第8野戦航空修理廠
- 第9野戦航空修理廠
- 第10野戦航空修理廠
- 第11野戦航空修理廠
- 第12野戦航空修理廠
- 第7野戦航空補給廠
- 第8野戦航空補給廠
- 第9野戦航空補給廠
- 第10野戦航空補給廠
- 第11野戦航空補給廠
- 第12野戦航空補給廠